# Myrmarachne vulgaris
Myrmarachne vulgaris är en spindelart som beskrevs av Barrion, Litsinger 1995. Myrmarachne vulgaris ingår i släktet Myrmarachne och familjen hoppspindlar. Inga underarter finns listade i Catalogue of Life.